# واقع‌گرایی فلسفی
واقع‌گرایی و یا رئالیسم، یک مکتب فلسفی است که ادّعا دارد بین علم و معلوم، قابلیت تطابق، وجود دارد؛ یعنی علم می‌تواند جهان را همان‌گونه که واقعاً هست، توصیف بکند.
واقع‌گرایی متضمن مفهوم صدق (یا حقیقت) یا کذب است. هدف علم نزد واقع‌گرایان توصیف صادق و درست چگونگی واقعیت جهان است. چنانچه گزاره‌ای که به آن علم داریم، در عالم خارج از ذهن نیز برقرار باشد، علم ما از معلوم درست و صادق است. در غیر این صورت علم ما نادرست و کاذب است.
واقع‌گرایان معتقدند جهان مستقل از فهم انسان وجود دارد و فهم انسان می‌تواند کاشف پاره‌ای از امور در عالم خارج باشد. گزاره‌های درست امری از جهان واقع را چنان‌که هست، توصیف می‌کنند. واقع‌گرایان معتقدند نظریه می‌تواند صادق باشد حتی اگر کسی به آن اعتقاد نداشته باشد.
اینچنین به نظر می رسد که عده ای از اشخاص رئالیسم را فلسفهٔ اسلامی می دانند، اما عده ای نیز اسلام را "فراتر از همه «ایسم ها»" متصور می شوند.

## نظریه تناظر صدق
یک گزاره صادق است اگر و تنها اگر امور آن‌گونه باشد، که در این گزاره بیان شده‌است.
البته رئالیست‌ها (پیروان رئالیسم) مخالف کارکرد ابزاری دانش کاذب نیستند؛ یعنی ممکن است دو چیز که یکی درست و دیگری نادرست است، امور را به گونه یکسانی وصف کنند. در این صورت عالم می‌تواند امر نادرست را فرض کند و از آن بمثابه امر درست بهره برد. همچنان‌که بطلمیوسی‌ها زمین را مرکز عالم فرض می‌کردند و خورشیدگرفتگی و ماه گرفتگی را به درستی پیش‌بینی می‌کردند؛ زیرا برای این پیش‌بینی فرقی نمی‌کند خورشید به دور زمین بگردد یا برعکس زمین به دور خورشید بگردد؛ ولی در عین حال‌واقع گرایان، ابزارانگار نیستند.